# Élections municipales de 2026 dans la Haute-Saône
Pour un article plus général, voir Élections municipales françaises de 2026.
Les élections municipales dans la Haute-Saône sont prévues en mars 2026. Cette page ne traite que les communes de 1 500 habitants et plus dans la Haute-Saône.

## Résultats à l'échelle du département

### Maires sortants et maires élus
| Commune                       | Population (en 2022) | Maire sortant(e)     | Parti | Parti | Maire élu(e) | Parti | Parti |
| ----------------------------- | -------------------- | -------------------- | ----- | ----- | ------------ | ----- | ----- |
| Arc-lès-Gray                  | 2 410                | Virginie Marino      |       | DVG   |              |       |       |
| Champagney                    | 3 674                | Marie-Claire Faivre  |       | PRG   |              |       |       |
| Champlitte                    | 1 601                | Patrice Colinet      |       | SE    |              |       |       |
| Échenoz-la-Méline             | 3 187                | Serge Vieille        |       | DVD   |              |       |       |
| Fougerolles-Saint-Valbert     | 3 777                | Christiane Oudot     |       | LR    |              |       |       |
| Froideconche                  | 1 974                | Eric Petitjean       |       | DVG   |              |       |       |
| Gray                          | 5 455                | Christophe Laurençot |       | DVD   |              |       |       |
| Héricourt                     | 10 525               | Fernand Burkhalter   |       | PS    |              |       |       |
| Jussey                        | 1 550                | Nathalie Chevilley   |       | DVD   |              |       |       |
| Lure                          | 7 912                | Éric Houlley         |       | PS    |              |       |       |
| Luxeuil-les-Bains             | 6 674                | Frédéric Burghard    |       | DVD   |              |       |       |
| Mélisey                       | 1 643                | Régis Pinot          |       | PRG   |              |       |       |
| Navenne                       | 1 591                | Alain Boudot         |       | SE    |              |       |       |
| Noidans-lès-Vesoul            | 1 979                | Fernand Gravinese    |       | SE    |              |       |       |
| Plancher-Bas                  | 1 855                | Luc Sengler          |       | DVD   |              |       |       |
| Port-sur-Saône                | 2 966                | Jean Pepe            |       | PS    |              |       |       |
| Rioz                          | 2 432                | Nadine Wantz         |       | HOR   |              |       |       |
| Ronchamp                      | 2 745                | Benoît Cornu         |       | DVG   |              |       |       |
| Saint-Loup-sur-Semouse        | 2 842                | Thierry Bordot       |       | RE    |              |       |       |
| Saint-Sauveur                 | 1 929                | Jacques Deshayes     |       | SE    |              |       |       |
| Scey-sur-Saône-et-Saint-Albin | 1 528                | Carmen Friquet       |       | DVD   |              |       |       |
| Vaivre-et-Montoille           | 2 436                | Nadine Munier        |       | SE    |              |       |       |
| Vesoul                        | 15 306               | Alain Chrétien       |       | HOR   |              |       |       |

### Résultats en nombre de maires
| Partis       | Partis                  | Maires sortants | Maires élus | Évolution |
| ------------ | ----------------------- | --------------- | ----------- | --------- |
|              | Divers gauche           | 3               |             |           |
|              | Parti socialiste        | 3               |             |           |
|              | Parti radical de gauche | 2               |             |           |
| Total gauche | Total gauche            | 8               |             |           |
|              | Divers droite           | 6               |             |           |
|              | Les Républicains        | 1               |             |           |
| Total droite | Total droite            | 7               |             |           |
|              | Horizons                | 2               |             |           |
|              | Renaissance             | 1               |             |           |
| Total centre | Total centre            | 3               |             |           |
|              | Sans étiquette          | 5               |             |           |
| Total        | Total                   | 23              | 23          | -         |

## Résultats dans les communes de plus de 1 500 habitants

### Arc-lès-Gray
- Maire sortante : Virginie Marino (DVG)
- 19 sièges à pourvoir au conseil municipal (population légale 2022 : 2 410 habitants)
- 7 sièges à pourvoir au conseil communautaire (CC Val de Gray)

| Tête de liste | Tête de liste | Parti(s) | Nuance | Premier tour | Premier tour | Second tour | Second tour | Sièges | Sièges |
| Tête de liste | Tête de liste | Parti(s) | Nuance | Voix         | %            | Voix        | %           | CM     | CC     |
| ------------- | ------------- | -------- | ------ | ------------ | ------------ | ----------- | ----------- | ------ | ------ |

### Champagney
- Maire sortante : Marie-Claire Faivre (PRG)
- 27 sièges à pourvoir au conseil municipal (population légale 2022 : 3 674 habitants)
- 8 sièges à pourvoir au conseil communautaire (CC Rahin et Chérimont)

| Tête de liste | Tête de liste | Parti(s) | Nuance | Premier tour | Premier tour | Second tour | Second tour | Sièges | Sièges |
| Tête de liste | Tête de liste | Parti(s) | Nuance | Voix         | %            | Voix        | %           | CM     | CC     |
| ------------- | ------------- | -------- | ------ | ------------ | ------------ | ----------- | ----------- | ------ | ------ |

### Champlitte
- Maire sortant : Patrice Colinet (SE)
- 19 sièges à pourvoir au conseil municipal (population légale 2022 : 1 601 habitants)
- 9 sièges à pourvoir au conseil communautaire (CC des Quatre Rivières)

| Tête de liste | Tête de liste | Parti(s) | Nuance | Premier tour | Premier tour | Second tour | Second tour | Sièges | Sièges |
| Tête de liste | Tête de liste | Parti(s) | Nuance | Voix         | %            | Voix        | %           | CM     | CC     |
| ------------- | ------------- | -------- | ------ | ------------ | ------------ | ----------- | ----------- | ------ | ------ |

### Échenoz-la-Méline
- Maire sortant : Serge Vieille (DVD)
- 23 sièges à pourvoir au conseil municipal (population légale 2022 : 3 187 habitants)
- 4 sièges à pourvoir au conseil communautaire (CA de Vesoul)

| Tête de liste | Tête de liste | Parti(s) | Nuance | Premier tour | Premier tour | Second tour | Second tour | Sièges | Sièges |
| Tête de liste | Tête de liste | Parti(s) | Nuance | Voix         | %            | Voix        | %           | CM     | CC     |
| ------------- | ------------- | -------- | ------ | ------------ | ------------ | ----------- | ----------- | ------ | ------ |

### Fougerolles-Saint-Valbert
- Maire sortante : Christiane Oudot (LR)
- 27 sièges à pourvoir au conseil municipal (population légale 2022 : 3 777 habitants)
- 10 sièges à pourvoir au conseil communautaire (CC de la Haute Comté)

| Tête de liste | Tête de liste | Parti(s) | Nuance | Premier tour | Premier tour | Second tour | Second tour | Sièges | Sièges |
| Tête de liste | Tête de liste | Parti(s) | Nuance | Voix         | %            | Voix        | %           | CM     | CC     |
| ------------- | ------------- | -------- | ------ | ------------ | ------------ | ----------- | ----------- | ------ | ------ |

### Froideconche
- Maire sortant : Eric Petitjean (DVG)
- 19 sièges à pourvoir au conseil municipal (population légale 2022 : 1 974 habitants)
- 4 sièges à pourvoir au conseil communautaire (CC du Pays de Luxeuil)

| Tête de liste | Tête de liste | Parti(s) | Nuance | Premier tour | Premier tour | Second tour | Second tour | Sièges | Sièges |
| Tête de liste | Tête de liste | Parti(s) | Nuance | Voix         | %            | Voix        | %           | CM     | CC     |
| ------------- | ------------- | -------- | ------ | ------------ | ------------ | ----------- | ----------- | ------ | ------ |

### Gray
- Maire sortant : Christophe Laurençot (DVD)
- 29 sièges à pourvoir au conseil municipal (population légale 2022 : 5 455 habitants)
- 15 sièges à pourvoir au conseil communautaire (CC Val de Gray)

| Tête de liste | Tête de liste | Parti(s) | Nuance | Premier tour | Premier tour | Second tour | Second tour | Sièges | Sièges |
| Tête de liste | Tête de liste | Parti(s) | Nuance | Voix         | %            | Voix        | %           | CM     | CC     |
| ------------- | ------------- | -------- | ------ | ------------ | ------------ | ----------- | ----------- | ------ | ------ |

### Héricourt
- Maire sortant : Fernand Burkhalter (PS)
- 33 sièges à pourvoir au conseil municipal (population légale 2022 : 10 525 habitants)
- 24 sièges à pourvoir au conseil communautaire (CC du Pays d'Héricourt)

| Tête de liste | Tête de liste | Parti(s) | Nuance | Premier tour | Premier tour | Second tour | Second tour | Sièges | Sièges |
| Tête de liste | Tête de liste | Parti(s) | Nuance | Voix         | %            | Voix        | %           | CM     | CC     |
| ------------- | ------------- | -------- | ------ | ------------ | ------------ | ----------- | ----------- | ------ | ------ |

### Jussey
- Maire sortante : Nathalie Chevilley (DVD)
- 19 sièges à pourvoir au conseil municipal (population légale 2022 : 1 550 habitants)
- 11 sièges à pourvoir au conseil communautaire (CC des Hauts du Val de Saône)

| Tête de liste | Tête de liste | Parti(s) | Nuance | Premier tour | Premier tour | Second tour | Second tour | Sièges | Sièges |
| Tête de liste | Tête de liste | Parti(s) | Nuance | Voix         | %            | Voix        | %           | CM     | CC     |
| ------------- | ------------- | -------- | ------ | ------------ | ------------ | ----------- | ----------- | ------ | ------ |

### Lure
- Maire sortant : Éric Houlley (PS)
- 29 sièges à pourvoir au conseil municipal (population légale 2022 : 7 912 habitants)
- 18 sièges à pourvoir au conseil communautaire (CC du Pays de Lure)

| Tête de liste | Tête de liste | Parti(s) | Nuance | Premier tour | Premier tour | Second tour | Second tour | Sièges | Sièges |
| Tête de liste | Tête de liste | Parti(s) | Nuance | Voix         | %            | Voix        | %           | CM     | CC     |
| ------------- | ------------- | -------- | ------ | ------------ | ------------ | ----------- | ----------- | ------ | ------ |

### Luxeuil-les-Bains
- Maire sortant : Frédéric Burghard (DVD)
- 29 sièges à pourvoir au conseil municipal (population légale 2022 : 6 674 habitants)
- 15 sièges à pourvoir au conseil communautaire (CC du Pays de Luxeuil)

| Tête de liste | Tête de liste | Parti(s) | Nuance | Premier tour | Premier tour | Second tour | Second tour | Sièges | Sièges |
| Tête de liste | Tête de liste | Parti(s) | Nuance | Voix         | %            | Voix        | %           | CM     | CC     |
| ------------- | ------------- | -------- | ------ | ------------ | ------------ | ----------- | ----------- | ------ | ------ |

### Mélisey
- Maire sortant : Régis Pinot (PRG)
- 19 sièges à pourvoir au conseil municipal (population légale 2022 : 1 643 habitants)
- 7 sièges à pourvoir au conseil communautaire (CC des 1000 étangs)

| Tête de liste | Tête de liste | Parti(s) | Nuance | Premier tour | Premier tour | Second tour | Second tour | Sièges | Sièges |
| Tête de liste | Tête de liste | Parti(s) | Nuance | Voix         | %            | Voix        | %           | CM     | CC     |
| ------------- | ------------- | -------- | ------ | ------------ | ------------ | ----------- | ----------- | ------ | ------ |

### Navenne
- Maire sortant : Alain Boudot (SE)
- 19 sièges à pourvoir au conseil municipal (population légale 2022 : 1 591 habitants)
- 2 sièges à pourvoir au conseil communautaire (CA de Vesoul)

| Tête de liste | Tête de liste | Parti(s) | Nuance | Premier tour | Premier tour | Second tour | Second tour | Sièges | Sièges |
| Tête de liste | Tête de liste | Parti(s) | Nuance | Voix         | %            | Voix        | %           | CM     | CC     |
| ------------- | ------------- | -------- | ------ | ------------ | ------------ | ----------- | ----------- | ------ | ------ |

### Noidans-lès-Vesoul
- Maire sortant : Fernand Gravinese (SE)
- 19 sièges à pourvoir au conseil municipal (population légale 2022 : 1 979 habitants)
- 2 sièges à pourvoir au conseil communautaire (CA de Vesoul)

| Tête de liste | Tête de liste | Parti(s) | Nuance | Premier tour | Premier tour | Second tour | Second tour | Sièges | Sièges |
| Tête de liste | Tête de liste | Parti(s) | Nuance | Voix         | %            | Voix        | %           | CM     | CC     |
| ------------- | ------------- | -------- | ------ | ------------ | ------------ | ----------- | ----------- | ------ | ------ |

### Plancher-Bas
- Maire sortant : Luc Sengler (DVD)
- 19 sièges à pourvoir au conseil municipal (population légale 2022 : 1 855 habitants)
- 4 sièges à pourvoir au conseil communautaire (CC Rahin et Chérimont)

| Tête de liste | Tête de liste | Parti(s) | Nuance | Premier tour | Premier tour | Second tour | Second tour | Sièges | Sièges |
| Tête de liste | Tête de liste | Parti(s) | Nuance | Voix         | %            | Voix        | %           | CM     | CC     |
| ------------- | ------------- | -------- | ------ | ------------ | ------------ | ----------- | ----------- | ------ | ------ |

### Port-sur-Saône
- Maire sortant : Jean Pepe (PS)
- 23 sièges à pourvoir au conseil municipal (population légale 2022 : 2 966 habitants)
- 12 sièges à pourvoir au conseil communautaire (CC Terres de Saône)

| Tête de liste | Tête de liste | Parti(s) | Nuance | Premier tour | Premier tour | Second tour | Second tour | Sièges | Sièges |
| Tête de liste | Tête de liste | Parti(s) | Nuance | Voix         | %            | Voix        | %           | CM     | CC     |
| ------------- | ------------- | -------- | ------ | ------------ | ------------ | ----------- | ----------- | ------ | ------ |

### Rioz
- Maire sortante : Nadine Wantz (HOR)
- 19 sièges à pourvoir au conseil municipal (population légale 2022 : 2 432 habitants)
- 9 sièges à pourvoir au conseil communautaire (CC du Pays Riolais)

| Tête de liste | Tête de liste | Parti(s) | Nuance | Premier tour | Premier tour | Second tour | Second tour | Sièges | Sièges |
| Tête de liste | Tête de liste | Parti(s) | Nuance | Voix         | %            | Voix        | %           | CM     | CC     |
| ------------- | ------------- | -------- | ------ | ------------ | ------------ | ----------- | ----------- | ------ | ------ |

### Ronchamp
- Maire sortant : Benoît Cornu (DVG)
- 23 sièges à pourvoir au conseil municipal (population légale 2022 : 2 745 habitants)
- 7 sièges à pourvoir au conseil communautaire (CC Rahin et Chérimont)

| Tête de liste | Tête de liste | Parti(s) | Nuance | Premier tour | Premier tour | Second tour | Second tour | Sièges | Sièges |
| Tête de liste | Tête de liste | Parti(s) | Nuance | Voix         | %            | Voix        | %           | CM     | CC     |
| ------------- | ------------- | -------- | ------ | ------------ | ------------ | ----------- | ----------- | ------ | ------ |

### Saint-Loup-sur-Semouse
- Maire sortant : Thierry Bordot (RE)
- 23 sièges à pourvoir au conseil municipal (population légale 2022 : 2 842 habitants)
- 8 sièges à pourvoir au conseil communautaire (CC de la Haute Comté)

| Tête de liste | Tête de liste | Parti(s) | Nuance | Premier tour | Premier tour | Second tour | Second tour | Sièges | Sièges |
| Tête de liste | Tête de liste | Parti(s) | Nuance | Voix         | %            | Voix        | %           | CM     | CC     |
| ------------- | ------------- | -------- | ------ | ------------ | ------------ | ----------- | ----------- | ------ | ------ |

### Saint-Sauveur
- Maire sortant : Jacques Deshayes (SE)
- 19 sièges à pourvoir au conseil municipal (population légale 2022 : 1 929 habitants)
- 4 sièges à pourvoir au conseil communautaire (CC du Pays de Luxeuil)

| Tête de liste | Tête de liste | Parti(s) | Nuance | Premier tour | Premier tour | Second tour | Second tour | Sièges | Sièges |
| Tête de liste | Tête de liste | Parti(s) | Nuance | Voix         | %            | Voix        | %           | CM     | CC     |
| ------------- | ------------- | -------- | ------ | ------------ | ------------ | ----------- | ----------- | ------ | ------ |

### Scey-sur-Saône-et-Saint-Albin
- Maire sortante : Carmen Friquet (DVD)
- 19 sièges à pourvoir au conseil municipal (population légale 2022 : 1 528 habitants)
- 8 sièges à pourvoir au conseil communautaire (CC des Combes)

| Tête de liste | Tête de liste | Parti(s) | Nuance | Premier tour | Premier tour | Second tour | Second tour | Sièges | Sièges |
| Tête de liste | Tête de liste | Parti(s) | Nuance | Voix         | %            | Voix        | %           | CM     | CC     |
| ------------- | ------------- | -------- | ------ | ------------ | ------------ | ----------- | ----------- | ------ | ------ |

### Vaivre-et-Montoille
- Maire sortante : Nadine Munier (SE)
- 19 sièges à pourvoir au conseil municipal (population légale 2022 : 2 436 habitants)
- 3 sièges à pourvoir au conseil communautaire (CA de Vesoul)

| Tête de liste | Tête de liste | Parti(s) | Nuance | Premier tour | Premier tour | Second tour | Second tour | Sièges | Sièges |
| Tête de liste | Tête de liste | Parti(s) | Nuance | Voix         | %            | Voix        | %           | CM     | CC     |
| ------------- | ------------- | -------- | ------ | ------------ | ------------ | ----------- | ----------- | ------ | ------ |

### Vesoul
- Maire sortant : Alain Chrétien (HOR)
- 33 sièges à pourvoir au conseil municipal (population légale 2022 : 15 306 habitants)
- 21 sièges à pourvoir au conseil communautaire (CA de Vesoul)

| Tête de liste | Tête de liste | Parti(s) | Nuance | Premier tour | Premier tour | Second tour | Second tour | Sièges | Sièges |
| Tête de liste | Tête de liste | Parti(s) | Nuance | Voix         | %            | Voix        | %           | CM     | CC     |
| ------------- | ------------- | -------- | ------ | ------------ | ------------ | ----------- | ----------- | ------ | ------ |